# 铁场客家围
铁场客家围，位于中国广东省东莞市东莞市清溪镇铁场村，为东莞市的一个市、县级文物保护单位，类型为古建筑，公布时间为2004年1月8日。
铁场客家围的历史年代为清代。